# Cisma nestoriano
O cisma nestoriano foi um separação entre a Igreja Ortodoxa e as igrejas afiliadas ao nestorianismo no século V. O cisma nasceu de uma disputa cristológica, cujas figuras principais foram Cirilo de Alexandria e Nestório. Este, em sua doutrina, enfatizava a distinção entre as naturezas humana e divina de Cristo, e foi condenado por isso nos concílios de Éfeso (431) e de Calcedônia (451). Neste período, as igrejas que apoiavam Nestório - e total ou parcialmente as suas crenças - se separaram do corpo da Igreja Ortodoxa, estabelecendo assim o nestorianismo como uma seita cristã distinta.
As crenças de Nestório foram gradualmente sendo aceitas pelas Igrejas do Oriente, que representavam o cristianismo na Pérsia sassânida, e que passou a ser conhecida como Igreja Nestoriana.

## História do cisma
Após as condenações em Éfeso e Calcedônia, as igrejas que apoiavam Nestório - que giravam em torno da Escola de Edessa - se separaram do corpo da Igreja e se tornaram uma seita separada. Anatemizados no Império Romano, eles se mudaram para a Pérsia, então sob domínio sassânida, onde eles foram bem recebidos pelos cristãos persas que já tinham declarado sua independência de Constantinopla numa tentativa de evitar acusações de "pendores romanos". A Escola de Edessa retornou então para a cidade de Nísibis (veja Escola de Nísibis), daí pra frente o centro do nestorianismo. Em 484, os sassânidas executaram o pró-bizantino católico Babeu e o substituíram pelo bispo nestoriano de Nísibis, Barsauma, efetivamente cortando o último laço da cristandade persa e o Império Romano.
Daí pra frente, o nestorianismo se espalhou velozmente por toda a Ásia, ganhando presença na Índia, nas estepes da Ásia central, nos territórios mongóis e na China.